# Gaj Gruszczański
Gaj Gruszczański (pronunciación en polaco: /ˈɡaj ɡruʂˈtʂaj̃skʲi/) es un pueblo ubicado en el distrito administrativo de Gmina Radecznica, dentro del Condado de Zamość, Voivodato de Lublin, en Polonia oriental. Se encuentra aproximadamente a 3 kilómetros al noreste de Radecznica, a 30 kilómetros al oeste de Zamość, y a 57 kilómetros al sur de la capital regional Lublin.